# لياندرو تيكسيرا دانتاس
لياندرو تيكسيرا دانتاس (بالبرتغالية: Leandro Teixeira Dantas‏) (17 أغسطس 1987 في إيتاغواي في البرازيل – )؛ هو لاعب كرة قدم سابق كان يلعب كلاعب وسط.

## وصلات خارجية
- لياندرو تيكسيرا دانتاس على موقع قاعدة بيانات كرة القدم.إي يو (الإنجليزية)
- لياندرو تيكسيرا دانتاس على موقع Soccerway.com (الإنجليزية)
- لياندرو تيكسيرا دانتاس على موقع عالم كرة القدم.نت (الإنجليزية)